# (1861) Komenský
(1861) Komenský ist ein Asteroid des Hauptgürtels, der am 24. November 1970 vom tschechischen Astronomen Luboš Kohoutek an der Sternwarte in Hamburg-Bergedorf (IAU-Code 029) in Hamburg entdeckt wurde.
Der Asteroid gehört zur Eos-Familie, einer Gruppe von Asteroiden, welche typischerweise große Halbachsen von 2,95 bis 3,1 AE aufweisen, nach innen begrenzt von der Kirkwoodlücke der 7:3-Resonanz mit Jupiter, sowie Bahnneigungen zwischen 8° und 12°. Die Gruppe ist nach dem Asteroiden (221) Eos benannt. Es wird vermutet, dass die Familie vor mehr als einer Milliarde Jahren durch eine Kollision entstanden ist.
(1861) Komenský ist nach dem tschechischen Theologen, Philosophen und Pädagogen Johann Amos Comenius (1592–1670) benannt.